# Jean-Pierre Pedrazzini
Jean-Pierre Pedrazzini (becenevén: Pédra) (Párizs, 1927. január 30. – Neuilly-sur-Seine, Franciaország 1956. november 7.) francia-svájci fotóriporter, a Paris Match tudósítója, aki Budapesten, az 1956-os forradalom alatt szerzett halálos sebesülést.

## Élete
Apja, Guglielmo Pedrazzini (1896-1971) a svájci Ticino kantonból, anyja, Francine Crovetto (1895–1976)  a Monacói Hercegségből származott. Jean-Pierre a család harmadik, legkisebb gyermeke volt. Az apa állampolgársága és születési helye révén automatikusan francia-svájci kettős állampolgár lett.
Gyermekkorát Párizsban és Monte-Carlóban töltötte. Franciaország német megszállásakor a család Nizzába költözött, majd 1943-ban Svájcban húzódott meg. Tanulmányait Nizzában kezdte, majd Neuchâtelben, Davosban, végül Genfben, a kereskedelmi főiskolán folytatta.
Szülei válása után az apa Svájcban maradt, az anya Monte-Carlóba költözött, ő pedig Marie-Charlotte nővérével együtt Párizsba ment, ahol előbb – autóversenyzői álmokat dédelgetve – hivatásos gépkocsivezetői jogosítványt szerzett, majd 1948-ban, az éppen akkor alapított Paris Match magazin munkatársa lett. A háború alatt autodidakta módon fényképezni megtanult fiatal gyors karriert futott be: a neves Walter Carone segédjeként kezdett, 1950-ben előlépett fényképésszé, majd vezető fotóriporterré. Néhány év alatt bejárta mindazon helyeket, ahol az 1950-es évek elején fontos dolgok történtek: Indokína, Egyiptom, a Magreb és Kaukázusi térség, vagy Északi-sark. Hírnevét II. Erzsébet brit királynő koronázásán és Faruk egyiptomi király lemondásakor készített képsorai alapozták meg 1952-ben. Olyan sztárok halhatatlanságához járult hozzá fotóival, mint Charlie Chaplin, Maurice Chevalier, Sophia Loren, Brigitte Bardot, Édith Piaf, Marlene Dietrich, vagy Vittorio de Sica. Ő fényképezhetett 1955-ben III. Rainier monacói herceg és az éppen Cannes-ban forgató amerikai filmcsillag, a későbbi hercegnő, Grace Kelly első találkozóján is.
1955. november 10-én vette feleségül Párizsban Annie Falkot.
1956 júliusában barátja és kollégája, Dominique Lapierre újságíróval eljutott a vasfüggöny mögé is: engedélyt kapott arra, hogy – kísérettel ugyan, de – bejárja a nyugati újságírók elől addig elzárt szovjet területeket. A riporterpáros, a feleségekkel együtt, mintegy 15 ezer kilométert tett meg gépkocsival a Minszk – Moszkva – Gorkij – Harkov – Kijev – Rosztov-na-Donu – Krasznodar – Szocsi – Szuhumi – Gori – Tbiliszi – Poti útvonalon. Az utazásról készített beszámolók és páratlan dokumentum értékű fekete-fehér és színes felvételek folyamatosan jelentek meg a magazinban, majd 1957-ben Pedrazzini halála után az egész anyagot könyv alakban is kiadták En liberté sur les routes d’URSS (Szabadon a SZU útjain) és Russie portes ouvertes (Oroszország, nyitott kapuk) címmel.
Az 1956-os forradalom hírére három másik társával sürgősen Magyarországra utazott. Október 28-án már Mosonmagyaróváron fényképezte a sortűz áldozatainak temetését. Másnap Budapestre érkezett, ahol a tűzszünet és általános amnesztia kihirdetése után megkönnyebbült pesti utcákon készített életképeket. 30-án reggel, amikor megtudta, hogy a Köztársaság téren összecsapások kezdődtek, tudósítótársával és segítőjével, Paul Mathias-szal odasietett. A tér pártházhoz közeli, 25. számú ház előtt fényképezett, amikor – még ma sem tisztázott körülmények között – géppisztolysorozat érte: testébe tizennégy golyó fúródott és roncsolta szét lábait, hasát és gerincét. A sebesült riportert sürgősen a Péterfy Sándor Utcai Kórházba szállították, ahol kétszer is megműtötték. Riportertársának sikerült elintéznie, hogy 1956. november 3-án repülőgéppel Párizsba szállítsák, s a Neuilly-sur-Seine-i klinikán újabb műtéteknek vessék alá.
A súlyosan sebesült férfit azonban a gondos ápolás ellenére sem lehetett megmenteni: november 7-én elhunyt. A párizsi Saint-Philippe-du-Roule templomban ravatalozták fel, majd a család locarnói sírboltjában helyezték örök nyugalomra.
Jean-Pierre Pedrazzini egyike azon kevés számú személyeknek, akik posztumusz lettek a Francia Becsületrend lovagjai.

## Emlékezete

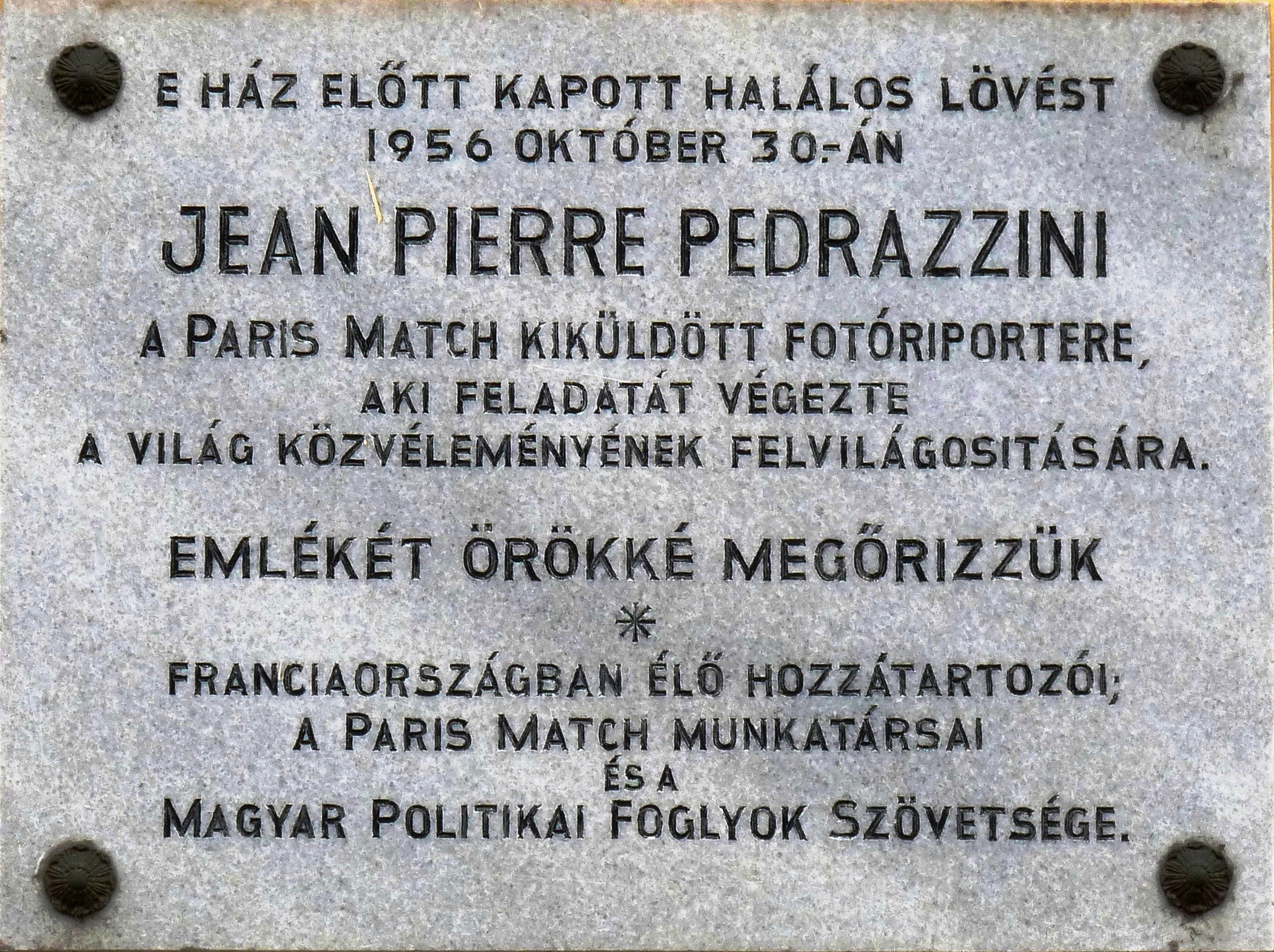
Jean-Pierre Pedrazzini emléktáblája Budapesten

- Fotóit – elsősorban a Szovjetunióban és Magyarországon készítetteket – számos alkalommal állítják ki napjainkban is; hazánkban 2001 októberében a Budapesti Francia Intézet, 2003 őszén pedig a Magyar Nemzeti Múzeum rendezett képeiből tárlatot.
- Budapest, VIII. kerület, II. János Pál pápa tér 25. számú házon 1990 óta emléktábla jelöli a helyet, ahol megsebesült.
- Ugyancsak a Köztársaság téren avatták fel mellszobrát, a forradalom 50. évfordulóján.[11]
- A budapesti Francia Intézetben egy terem viseli nevét.
- 2006-ban Villi Hermann svájci filmrendező Pédra. Un reporter sans frontières címmel dokumentumfilmet készített a riporter életéről (IMDb).
- 2003 őszén a magyar kormány érdemrendet adományozott Pedrazzini családjának a Nemzeti Múzeumban tiszteletére rendezett kiállítás alkalmából.
- A Paris-Match magazin szerkesztősége a 3000., jubileumi számot (2006. november) Jean-Pierre Pedrazzini emlékének szentelte.
- Alakja felbukkan többször visszatérő epizódszereplőként Kondor Vilmos magyar író 1956 októberében játszódó, Budapest novemberben című bűnügyi regényében; a főhős az előző napok találkozásai után október 30-án a Köztársaság téren is találkozik vele, sőt egyik fényképezőgépével ő maga kattint el néhány képkockát, hogy megörökítse a pártház ostromának néhány eseményét, utóbb végzetesnek bizonyuló sebesülése után pedig segít neki kórházba jutni.

## Bibliográfia
- En Liberté sur les Routes d’URSS, Edition Grasset, Párizs, 1957
- Russie portes ouvertes: photos de Jean-Pierre Pedrazzini, Edition Payot, Párizs, 1957 (németül: So lebt man heute in Russland, Broschek & Co, Hamburg, 1957)
- Il était une fois l'URSS, Robert Laffont, Párizs, 2005 ISBN 2-221-10546-X (olaszul: C’era una volta l’URSS, Il Saggiatore, Milano, 2005) – A Padrazzini fotóival illusztrált könyvet Dominique Lapierre adta ki társára emlékezve.
- Une Passion foudroyée (Lettres d’amour Paris, 1955 – Budapest, 1956), Michalon, Párizs, 2006 ISBN 2-84186-351-4 – Marine Falk-Leplat, elhunyt édesanyja kívánságának megfelelően 2006 októberében jelentette meg Annie Falk és Jean-Pierre Pedrazzini 1955. tavaszi összeismerkedése és a fotóriporter 1956. novemberi elhalálozása között váltott szerelmes leveleit; a kötetet Pedrazzini fotói, illetve családi felvételek illusztrálják.
- Budapest 1956 – le prix de la liberté. Le regard de Jean-Pierre Pedrazzini photographe à Paris Match / Budapest 1956 – a szabadság ára. Jean-Pierre Pedrazzini, a Paris Match fényképészének látószöge; Francia Nagykövetség, Francia Intézet, Bp., 2006